# Лютіж (археологічна пам'ятка)
Лютіж — пам'ятка археології, спеціалізований залізовидобувний і залізообробний центр 1 ст. до н. е. — 1 ст. н. е. (у ті часи належав до території розселення племен зарубинецької культури). Знаходиться поблизу села Лютіж Вишгородського району Київської області в заплаві правого берега Дніпра на піщаному підвищенні серед боліт неподалік гирла річки Ірпінь (притока Дніпра). У ході розкопок тут знайдені 4 наземні житла, господарські ями, залишки 15 залізоплавильних горнів та понад 400 ям для випалу деревного вугілля, багато залізних шлаків, виробів із заліза, ковальських інструментів.